# 箱根宏
箱根 宏（はこね ひろし、1919年（大正8年）7月5日 - 1987年（昭和62年）10月6日）は、日本の政治家、実業家。第11・14・15代土浦市長。

## 来歴
茨城県出身。1941年（昭和16年）旧制水戸高校を卒業。1944年（昭和19年）東京帝国大学経済学部卒業し、軍需省に入り総動員局秘書課勤務となる。短期現役海軍主計科士官（12期）を志願。同年9月、海軍経理学校に入学し1945年（昭和20年）に卒業。同年6月、海軍主計少尉に任官して解員（復員）した。
戦後の1950年（昭和25年）土浦土木建築工業代表取締役となり、1966年（昭和41年）には社長となる。この間、土浦一高、三高の講師も務めた。
1971年（昭和46年）土浦市長に初当選。企業誘致などを進めた。1973年（昭和48年）国民宿舎建設に絡む贈収賄事件で逮捕され、市長を辞任。1974年（昭和49年）5月31日、東京地裁で懲役2年執行猶予3年の有罪判決を受ける。その後、1981年（昭和56年）に市長に返り咲いた。2期目は1985年（昭和60年）に開幕する科学万博に向け、インフラ整備を推進した。科学万博閉幕後の12月に三選。1987年（昭和62年）10月6日、任期中に死去した。68歳没。